# Nachor (syn Seruga)
Nachor (hebr. נָחוֹר) – postać biblijna, dziadek patriarchy Abrahama.
Był synem Seruga, syna Reu. W wieku 29 lat doczekał się syna Teracha. Według Księgi Rodzaju po urodzeniu najstarszego syna żył sto dziewiętnaście lat i miał synów i córki (Rdz 11,25).
Hebrajski apokryf Księga Jubileuszów podaje, że matką Nachora była Milka, córka Kaber; z kolei żoną Nachora miała być Jiska, córka Nestaga Chaldejczyka.
Nachor pojawia się w biblijnych genealogiach w Pierwszej Księdze Kronik i Ewangelii według świętego Łukasza.